# Barreiro (gemeente)
Barreiro is een plaats en gemeente in het Portugese district Setúbal.
De gemeente heeft een totale oppervlakte van 32 km² en telde 79.012 inwoners in 2001.

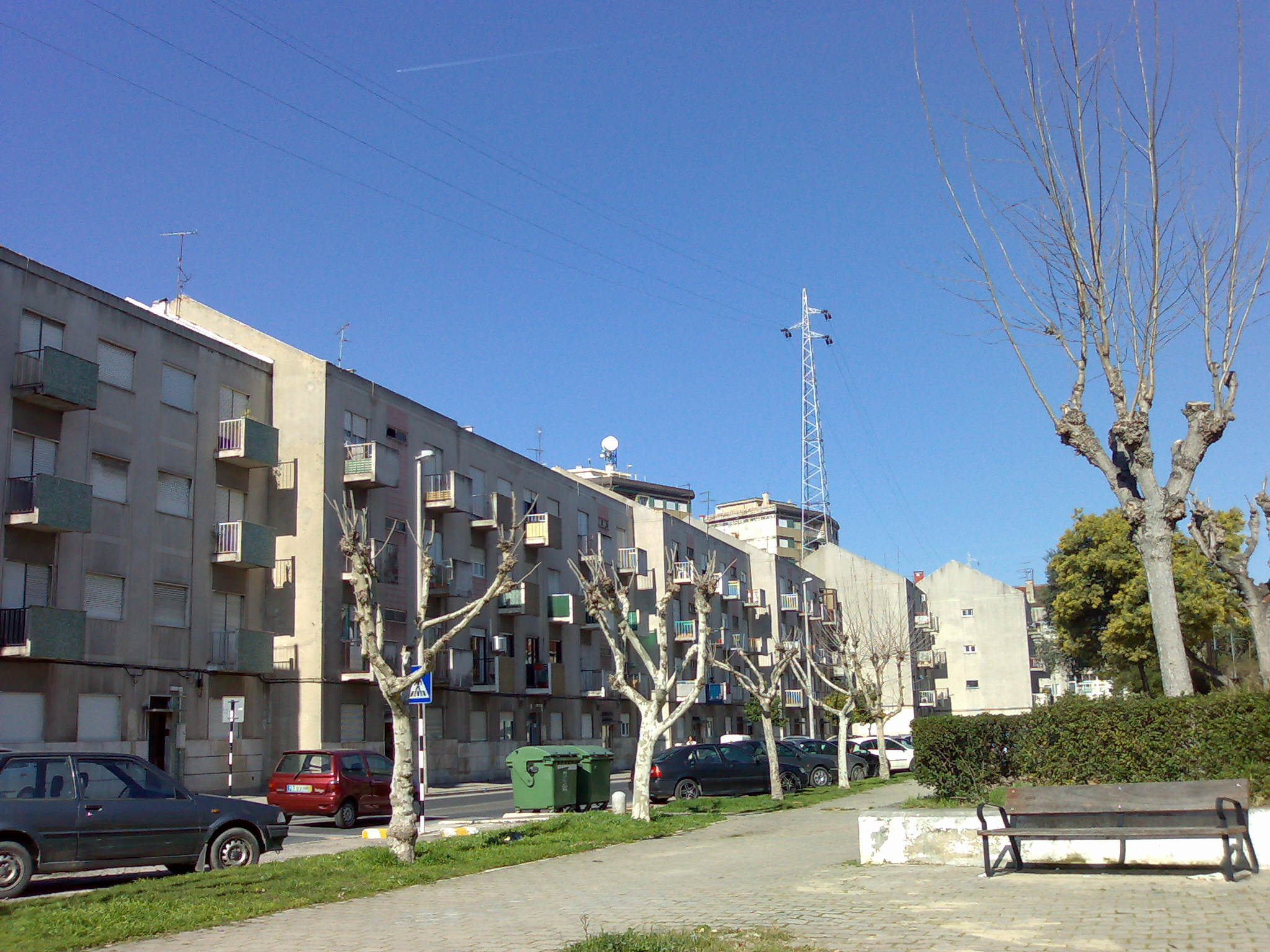
Barreiro